# Caradrina pertinax
Caradrina pertinax là một loài bướm đêm trong họ Noctuidae.